# 우정국 (배우)
우정국(1974년 3월 10일 ~ )은 대한민국의 영화 배우이다.

## 출연작

### 영화
- 2001년 《번지점프를 하다》 ... 퀵서비스 역
- 2002년 《해적, 디스코왕 되다》 ... 변학생 역
- 2002년 《굳세어라 금순아》 ... 광팔 부하 1 역
- 2004년 《아라한 장풍대작전》 ... 방수공 1 역
- 2005년 《간 큰 가족》 ... 경찰 1 역
- 2005년 《이대로, 죽을 순 없다》 ... 몽타쥬 범인 역
- 2006년 《호로비츠를 위하여》 ... 이사짐 직원 역
- 2007년 《식객》 ... 파출소 경찰 역
- 2008년 《똥파리》 ... 용역 직원 2 역
- 2009년 《처음 만난 사람들》 ... 호영 역
- 2010년 《부당거래》 ... 이동석 역
- 2010년 《살인의 강》 ... 성인땅콩 역
- 2012년 《시체가 돌아왔다》 ... 노숙자 역
- 2012년 《늑대소년》 ... 정씨 역
- 2012년 《신세계》 ... 연변 거지 2 역
- 2013년 《화이: 괴물을 삼킨 아이》 ... 맹인 안마사 역
- 2013년 《소녀》 ... 김 순경 역
- 2014년 《군도: 민란의 시대》 ... 백성 1 역
- 2015년 《허삼관》 ... 수원 제중의원 매혈남 1 역
- 2015년 《악의 연대기》 ... 김봉수 역
- 2015년 《대호》 ... 우 포수 역
- 2016년 《프랑스 영화처럼》 ... 손님 2 역
- 2018년 《염력》 ... 홍 검사 역
- 2019년 《그대 이름은 장미》 ... 강자남편 역
- 2019년 《사선의 끝》 ... 브로커 역
- 2020년 《얼굴없는 보스: 못다한 이야기 - 감독판》 ... 늙은 웨이터 역
- 2022년 《공조 2: 인터내셔날》 (2022년) - 콧수염 역

### 드라마
- 《솔약국집 아들들》 (2009년, KBS2)
- 《KBS 드라마 스페셜 연작 시리즈 - 시리우스》 (2013년, KBS2) - 멸치 역
- 《앙큼한 돌싱녀》 (2014년, MBC) - 남자 2호 역 (특별출연)
- 《갑동이》 (2014년, tvN) - 조씨 역
- 《나쁜 녀석들》 (2014년, OCN) - 조선족 1 역
- 《신분을 숨겨라》 (2015년, tvN)
- 《밤을 걷는 선비》 (2015년, MBC)
- 《송곳》 (2015년, JTBC)
- 《피리부는 사나이》 (2016년, tvN) - 김재곤 역
- 《뱀파이어 탐정》 (2016년, OCN) - 무속인 역
- 《뷰티풀 마인드》 (2016년, KBS2) - 이광복 역
- 《세가지색 판타지 - 생동성 연애》 (2017년, MBC)
- 《세상에서 가장 아름다운 이별》 (2017년, tvN)
- 《이판사판》 (2017년, SBS) - 김익철 역
- 《제3의 매력》 (2018년, JTBC) - 정형사 역
- 《검법남녀 2》 (2019년, MBC) - 장호구 역
- 《포레스트》 (2020년, KBS2) - 기필영 역
- 《스위트홈》 (2020년, Netflix) - 강승완 역
- 《악의 마음을 읽는 자들》 (2022년, SBS) - 조현길 역
- 《오징어게임 시즌2》 (Netflix, 2024년)

### 연극
- 《무순 6년》 (2018년) - 헤밍웨이 역